# Джеймс Шаффер
Джеймс Крістіан «Munky» Шаффер (англ. James Christian "Munky" Shaffer, 6 червня 1970, Бейкерсфілд, Каліфорнія) — ритм-гітарист групи Korn, а також соло-гітарист проєкту Fear and the Nervous System. З 2005 року також виконує в Korn деякі партії соло-гітари (після відходу з групи Брайна 'Геда' Велча). Крім того, відповідальний за партії бек-вокалу на концертах.
Прізвисько Джеймса, «Munky», з'явилося за своєрідного розташування пальців ніг, що має віддалену схожість зі ступень мавпи (вперше це було помічено на відео «Who Then Now?»). Іноді Джеймс називає себе Munk («Манк»), Munkydog («Манкідог»).
Манкі засновник лейблу Emotional Syphon Records, що мають контракти з групами Monster In The Machine і Droid. Також з 2008 року Джеймс займається сольним проєктом Fear And The Nervous System. «Я не йду з Korn. Я почав цей проєкт, тому що хочу самовиразитися в музиці і показати світу іншу сторону своєї творчості» — так прокоментував своє хобі Шаффер.
Джеймс володіє колекцією комбінезонів з рукавами. З 1993 по 1999 роки він найчастіше з'являвся саме в цьому сценічному образі.
Як основний інструмент Джеймс використовує семиструнні гітари фірми Ibanez. Між Ibanez і Munky укладено договір ендорсмента. З 2001 по 2006 рр. Ibanez виробляли модель K7, розроблену в співавторстві з гітаристами Korn. На даний момент модель знята з виробництва, а іменним інструментом Шаффера є Ibanez APEX -100, в основі якого значно видозмінена концепція вихідної моделі Стіва Вая — Universe.

## Біографія
Будучи усиновленим, Шаффер був проблемною дитиною, часто крали у батьків алкогольні напої. Після того, як Джеймс в результаті нещасного випадку пошкодив один з пальців, він, під час реабілітації, почав грати на гітарі. Навчаючись у школі, Шаффер здружився з Брайаном Уелчем, і вони удвох часто разом імпровізували. Уелч не був членом групи LAPD, в якій грав Шаффер разом з Арвізу і Сільвер. Пізніше, за наполяганням Девіда Сельвер (на той момент барабанщика LAPD) Уелч був запрошений в їхній новий проєкт під назвою «Creep» і спочатку Шафферу це було не до вподоби (джерело: книга «Save me from myself», автор Брайан Уелч).
У середині 90-х у Шаффера розвинувся менінгіт і після важкого загострення під час туру в 1997 р. Джеймс був госпіталізований. Korn скасували решту туру, не бажаючи замінювати його на запрошеного музиканта.
15 січня 2000 року Шаффер одружився зі Стефані Роуш. На наступний рік у пари народилася дочка Кармелла Стар, яку Шаффер назвав найціннішим придбанням у своєму житті. В даний час Джеймс і Стефані розведені. Шаффер є батьком — одинаком.
22 лютого 2005 року, другий гітарист групи — Брайан 'Head' Уелч покинув Korn. Джеймс дуже переживав, але поставився до вибору одного з розумінням. На сьогодні, Джеймс Шаффер є єдиним офіційним гітаристом Korn (Клінт Лоурі, Крістіан Олді Уолберс і Роб Паттерсон були лише концертними / сесійними членами групи).